# I Should Coco
I Should Coco, publicado el 15 de mayo de 1995, es el álbum debut de la banda inglesa Supergrass. En el año 1995, Supergrass se encontraba conformada por el jovencísimo Gaz Coombes (guitarrista y vocalista, con apenas 19 años de edad) Mick Quinn (bajista) y Danny Goffey (baterista). Lanzado al mercado durante el apogeo del britpop, logró el número uno en la UK Albums Chart. El sencillo Lenny (publicado el 1 de mayo de 1995) escaló hasta el Top 10 de la UK Singles Chart, y el sencillo Alright (publicado el 3 de julio de 1995) alcanzó el puesto #2, siendo así el sencillo de Supergrass con mejor recepción en las listas de éxitos.
El álbum presenta un total de 13 canciones fuertemente influenciadas por grupos británicos tales como Buzzcocks y The Kinks, en las que predomina una actitud desenfadada y juvenil, muy acorde con grupos coetáneos de mayor éxito como Oasis. Superada la visión periférica de positivismo y excitación adolescente, el álbum nos presenta una amalgama de canciones que demuestran la gran versatilidad y creatividad de los componentes de Supergrass. En Caught by the Fuzz la voz de Gaz Coombes suena nerviosa e histérica, sobre una guitarra eléctrica que puntea arreglos de acordes a gran velocidad. Esto sumado a su letra hace que esta canción sea más cercana al pop punk, mientras que Sofa (Of My Lethargy) presenta una voz perezosa en el verso acompañada por una base relajada en la que predomina el sonido del piano y la guitarra acústica. Lenny es la más clara y descarada referencia a sus influencias, estando compuesta por un riff muy similar al de la canción Whole Lotta Love. Strange Ones es un tema raro y chocante, en el que una estructura peculiar y una conducta bipolar crean una composición confusa y que desconcierta.
We're not supposed to con sus voces intencionadamente aflautadas y su mínima base, resulta ser una canción bastante cómica.
I Should Coco fue incluido en el libro 1001 Albums You Must Hear Before You Die (1001 discos que debes escuchar antes de morir). Es considerado uno de los mejores álbumes de rock británico de la década de los 90s y uno de los más representativos del britpop.

## Lista de canciones
Todas las canciones compuestas por Supergrass.

Todas las canciones escritas y compuestas por Supergrass. 
| N.º | Título                  | Duración |  |
| 1.  | «I'd Like to Know»      | 4:02     |  |
| 2.  | «Caught by the Fuzz»    | 2:16     |  |
| 3.  | «Mansize Rooster»       | 2:34     |  |
| 4.  | «Alright»               | 3:01     |  |
| 5.  | «Lose It»               | 2:37     |  |
| 6.  | «Lenny»                 | 2:42     |  |
| 7.  | «Strange Ones»          | 4:19     |  |
| 8.  | «Sitting Up Straight»   | 2:20     |  |
| 9.  | «She's So Loose»        | 2:59     |  |
| 10. | «We're Not Supposed To» | 2:03     |  |
| 11. | «Time»                  | 3:10     |  |
| 12. | «Sofa (of My Lethargy)» | 6:18     |  |
| 13. | «Time to Go»            | 1:56     |  |